# John Jay College of Criminal Justice
Le John Jay College of Criminal Justice est une université publique spécialisée en droit pénal et dont le siège se trouve à New York. Elle fait partie de l'université de la ville de New York. À sa fondation en 1964, le John Jay College est la seule université spécialisée en droit pénal et en expertise médico-légale aux États-Unis,.

## Histoire

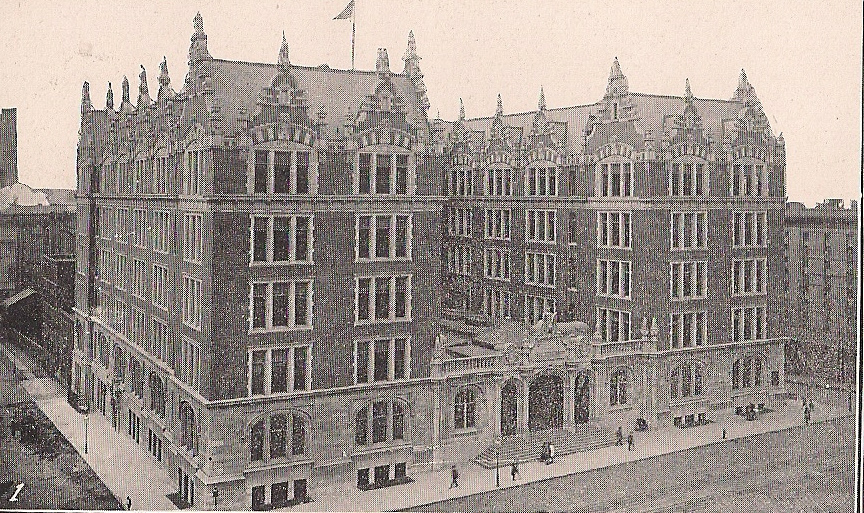
Haaren Hall au début du XXe siècle. Avant son acquisition par John Jay, le bâtiment s'appelait.

### Fondation
En 1964, une convention réunie par le directoire de l'enseignement supérieur préconise l'ouverture d'une école indépendante et diplômante pour enseigner la sciences policières (en). Cette annonce est suivie de la création de la College of Police Science (COPS), rattachée à l'université de la ville de New York, qui accueille sa première promotion en septembre 1965. Un an plus tard, l'école est rebaptisée « John Jay College of Criminal Justice » pour refléter le spectre plus large de formations proposées. Elle porte le nom de John Jay (1745-1829), premier juge en chef de la Cour suprême des États-Unis et membre des Pères fondateurs des États-Unis. Natif de New York, John Jay est devenu gouverneur de l'État de New York.
À l'origine, les cours avaient lieu à la New York City Police Academy (en). Le premier président de l'université est  Leonard E. Reisman, de 1964 à 1970, puis Donald Riddle lui succède de 1970 à 1975.

### Époque des manifestations et des controverses
Au printemps 1970, le président Richard Nixon annonce l'intensification de la campagne au Cambodge ; l'université abrite deux manifestations « animées » sur ce conflit. Sur l'ensemble du territoire des États-Unis, de nombreuses autres grèves étudiantes éclatent. Le 7 mai 1970, le John Jay College tient un vote dont les résultats montrent 52 % en faveur (contre 39 % en défaveur) de sa fermeture en protestation au traitement que réserve Nixon à la guerre du Vietnâm et au meurtre d'étudiants par la garde nationale à l'université d'État de Kent et à celle de Jackson. Néanmoins, le corps enseignant décide qu'il revient aux étudiants de choisir la fermeture de l'université. Lors d'une réunion mouvementée des étudiants, ceux-ci votent à 865 voix (contre 791) pour que le John Jay College reste ouvert.
À l'été 1970, le professeur Abe Blumberg émet des critiques envers le FBI et son directeur J. Edgar Hoover lors d'un cours sur la siociologie du droit. L'un de ses étudiants, Jack Shaw, est un agent du FBI et analyse le rôle de cet organisme dans la société américaine dans son mémoire de maîtrise, reconnaissant que certaines critiques de Blumberg peuvent être fondées. Son devoir parvient à Hoover, qui ordonne à Shaw de rendre sa démission et annonce au président de la faculté, Donald Riddle, qu'aucun agent du FBI ne fréquenterait plus les cours tant que Blumbergconserverait son poste. Riddle prend la défense de Blumberg en s'appuyant sur la liberté académique. Après la mort de Hoover en 1972, des agents du FBI recommencent à s'inscrire au John Jay College.

### Recrutement non sélectif
La politique d'admission non sélective (en) de l'université de la ville de New York entre en vigueur à l'automne 1970. Cette politique signifie que l'université accepte l'inscription de tout titulaire d'un diplôme d'enseignement secondaire (équivalent d'un baccalauréat) qui souhaite suivre les cours. Sur l'ensemble de l'université, le nombre de nouveaux étudiants explose. Au John Jay College, les étudiants en licence représentent 2 600 personnes en 1969, 4 400 en 1970, 6 700 en 1972 et 8 600 en 1973. Le corps professoral augmente de 20 % entre 1970 et 1972. En outre, ce système d'admission favorise l'entrée d'étudiants « civils » (qui ne font pas partie d'organismes de maintien de l'ordre) sur le campus. Cette croissance massive et soudaine des effectifs affecte profondément l'université. Une part plus importante du budget du John Jay College est allouée à l'intégration d'étudiants de première année manquant de préparation. De plus, l'offre des formations proposées s'est étoffée et englobe désormais des arts libéraux. À cette période du début des années 1970, de nouveaux cursus sont proposés en anglais, en maths, en études américaines et en chimie. Le John Jay College prévoit également un programme de bourses (SEEK program) pour les étudiants issus de milieux modestes et présentant des aptitudes prometteuses.
Le président de l'université, Donald Riddle, démissionne de son poste pour prendre la tête de l'université de l'Illinois à Chicago. Son remplaçant est Gerald W. Lynch (en) de 1975 à 1977, qui devient président en titre à partir de 1977 et jusqu'en 2004.

### Crise financière de l'université en 1976
En 1976, le Conseil d'administration de l'université menace de fermer le John Jay College alors qu'une crise financière frappe l'université de la ville de New York et plus globalement la ville de New York. Le personnel enseignant et administratif se mobilise dans une campagne pour sauver l'établissement et mettent en avant son rôle pour aider à juguler des problèmes de criminalité, entre autres. Après plusieurs semaines d'agitation, le College décide de rogner sur son budget pour conserver son indépendance, au lieu de fusionner avec le Baruch College. Le 5 avril 1976, le Conseil de l'enseignement supérieur vote pour maintenir le John Jay College. Même si les coupes dans le budget sont délicates, l'établissement parvient à rester ouvert.

### Développement des cursus
En 1980, sous l'influence du président de l'université, Lynch, l'établissement ouvre son premier cursus de doctorat en créant un cursus en justice pénale, qui peut constituer le prolongement de plusieurs maîtrises. Au cours des deux décennies suivantes, les effectifs étudiants et enseignants augmentent, l'établissement offre davantage d'activités extérieures et il développe ses formations. L'établissement applique une politique de diversité dans le recrutement, ouvre une formation en études ethniques et développe ses études sur les femmes. Entre 1985 et 1988, le personnel enseignant-chercheur répond à des appels à projets et les fonds qui lui sont alloués sont multipliés par cinq.
L'établissement, qui a de nouveau besoin de nouveaux bâtiments, acquiert Haaren Hall en 1986. Après les travaux de rénovation, Haaren Hall est mis à disposition des étudiants en 1988.

### Crise financière de l'université en 1995
En 1995, l'université de la ville de New York traverse une autre crise financière quand le gouverneur George Pataki annonce que les fonds versés à l'université seront réduits de 162 millions de dollars. Le conseil d'administration prononce un état d'urgence financière. En juin, en réaction aux annonces de Pataki, l'université de la ville de New York applique des règles d'admission plus strictes : les étudiants qui ne sont pas suffisamment préparés ne sont plus acceptés, en rupture avec le recrutement non sélectif depuis 1970, afin d'économiser des fonds sur les programmes d'intégration. La réduction de 162 millions est revue à 102 millions, que l'université de la ville de New York équilibre en augmentant les frais de scolarité de 750 dollars et en proposant un plan de départ en retraite aux enseignants. En mai 1996, la Cour suprême d'un État juge que l'université s'est servie de l'autorité financière accordée en état d'urgence pour congédier des enseignants, fermer des services et réduire les fonds dévolus à l'intégration.

### Rénovation des bâtiments et élargissement du campus
En 1998, la législature de l'État de New York approuve un plan de financement sur cinq ans doté d'un budget de 352 millions de dollars pour que l'établissement améliore ses bâtiments. Le John Jay College étend son campus et les inscriptions augmentent. Le New Building, tour de 13 étages raccordée à Haaren Hall, ouvre en 2011.
Le 11 septembre 2001, le John Jay College a perdu 67 étudiants et anciens étudiants, dont beaucoup étaient pompiers, dans les attentats du 11 septembre. Les cours reprennent le 13 septembre et l’établissement propose un accompagnement aux étudiants, dont beaucoup voient d'un regard nouveau leurs études et leurs ambitions professionnelles,. En septembre 2011, l'établissement crée un mémorial aux personnes de sa communauté tombées dans les attentats du 11 septembre 2011. Le monument est inauguré officiellement en septembre 2013,.
En 2004, le président de l'université Gerald W. Lynch (en) prend sa retraite au terme d'un long mandat. Il est remplacé par Jeremy Travis (en), qui à son tour prend sa retraite en 2017. À partir du mois d'août 2017, le président du John Jay College est Karol Mason (en).